# 埼玉県道151号久喜騎西線

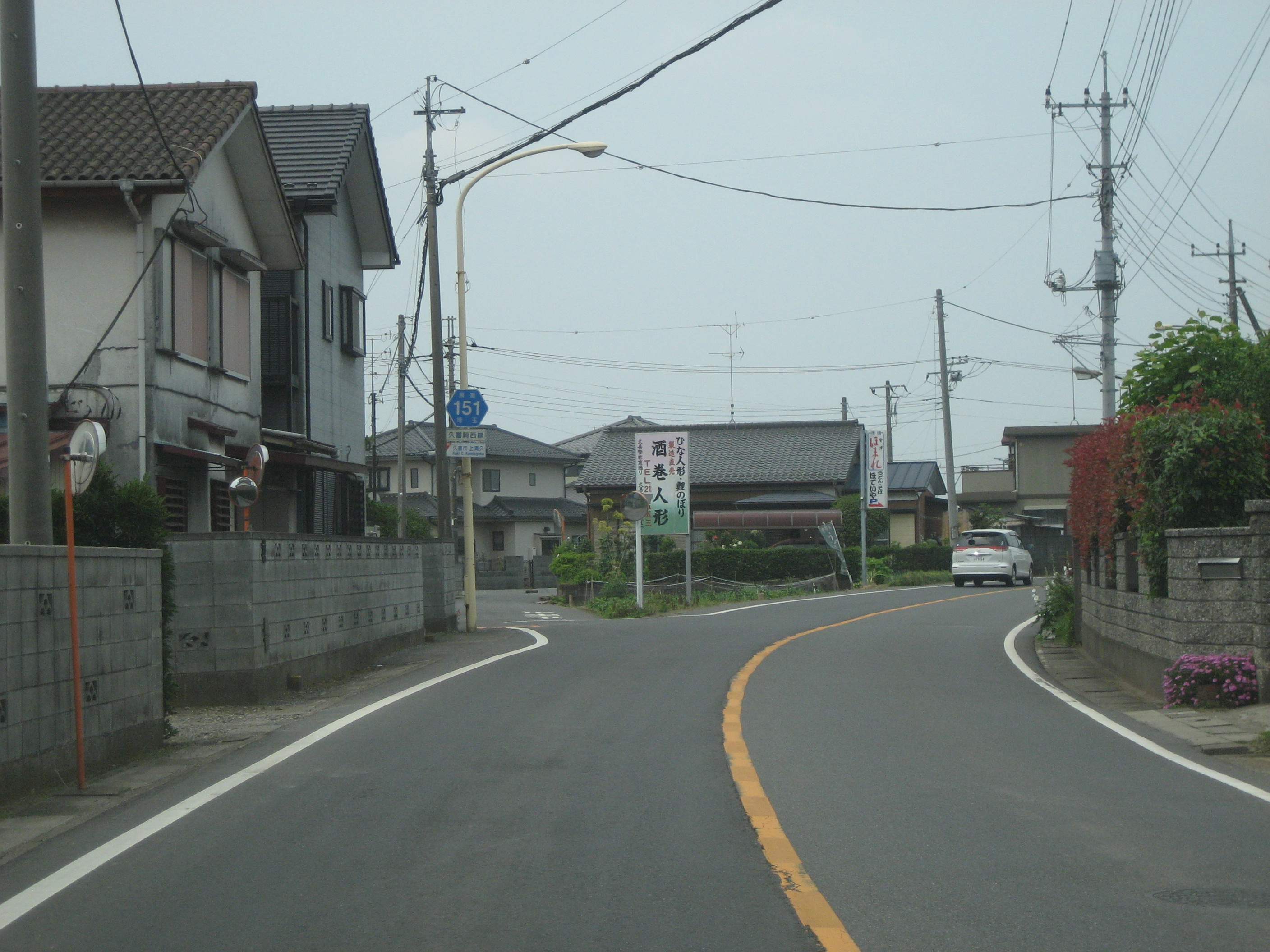
久喜市上清久付近

埼玉県道151号久喜騎西線（さいたまけんどう151ごう くききさいせん）は、埼玉県久喜市の埼玉県道3号さいたま栗橋線から、加須市（旧・北埼玉郡騎西町）の国道122号に至る一般県道である。

## 概要
加須市内には幅員の狭い区間が2箇所存在する。また古い地図では騎西三丁目交差点から終点の部分が県道として書かれていないものもある。
大室交差点からローソンのあるT字路交差点の間は道路幅が狭く、かつては埼玉県道370号北中曽根北大桑線との重複区間でもあったため、朝夕は渋滞が発生している。この区間の迂回路を含め、ほぼ全線に渡ってのバイパス（都市計画道路幸手久喜加須線）が計画されており、現在は埼玉県道149号加須菖蒲線から市道148号線（済生会通り）までが県道として開通しており（延長880 m）、加須下高柳工業団地内、久喜市中妻地区の埼玉県道12号川越栗橋線交差点から久喜北陽高校前交差点の間はそれぞれ加須市道および久喜市道として開通していたが、このうち前者については2024年3月15日に大室（東）交差点から水深交差点、水深交差点から下高柳（東）交差点を経てから下高柳交差点が区域に追加された後、2024年8月28日に開通して県道に指定された。また、下高柳交差点から常泉交差点までの区域は重複区間となっていたが、除外されて埼玉県道149号加須菖蒲線の単独区間に戻っている。

### 路線データ
- 起点：埼玉県久喜市 埼玉県道3号さいたま栗橋線 久喜駅入口交差点
- 終点：埼玉県加須市 国道122号 プラザきさい前（旧・騎西総合支所前）交差点
- 路線延長 10.883 km（うち加須市内10.202 km[6]）

## 歴史

### 年表
- 1960年（昭和35年）9月1日：埼玉県告示第652号により、埼玉県道に認定される[1]。
- 2021年（令和3年）1月27日：バイパス区間の一部（880 m）が供用開始となる[7]。
- 2024年（令和6年）8月28日：バイパス区間の一部（1.9 km）が供用開始となる[4]。

## 交通量
| 調査年             | 交通調査地点     | 昼間12時間自動車類交通量 | 昼間12時間自動車類交通量 | 昼間12時間自動車類交通量 | 24時間自動車類交通量 | 24時間自動車類交通量 | 24時間自動車類交通量 | 出典  |
| 調査年             | 交通調査地点     | 小型車                   | 大型車                   | 合計                     | 小型車               | 大型車               | 合計                 | 出典  |
| ------------------ | ---------------- | ------------------------ | ------------------------ | ------------------------ | -------------------- | -------------------- | -------------------- | ----- |
| 2015年（平成27年） | 久喜市六万部付近 | 7,069                    | 583                      | 7,652                    | 9,027                | 921                  | 9,948                | [ 8 ] |

## 地理

### 通過する自治体
- 埼玉県
  - 久喜市
  - 加須市

### 交差する道路
本線
| 交差する道路                    | 交差する道路                    | 交差点名           | 所在地 | 所在地 |
| ------------------------------- | ------------------------------- | ------------------ | ------ | ------ |
|                                 | 埼玉県道146号六万部久喜停車場線 | 久喜駅入口（起点） | 久喜市 | 本町   |
| 埼玉県道3号さいたま栗橋線       | 埼玉県道3号さいたま栗橋線       | 久喜駅入口南       | 久喜市 | 上町   |
| （理科大通り）                  |                                 |                    | 久喜市 | 下清久 |
| 埼玉県道12号川越栗橋線          | 埼玉県道12号川越栗橋線          | 上清久             | 久喜市 | 上清久 |
| 埼玉県道370号北中曽根北大桑線   | 埼玉県道370号北中曽根北大桑線   | 大室東             | 加須市 | 大室   |
| 埼玉県道149号加須菖蒲線         | 埼玉県道149号加須菖蒲線         | 常泉               | 加須市 | 常泉   |
| 埼玉県道38号加須鴻巣線          | 埼玉県道38号加須鴻巣線          | 日出安             | 加須市 | 日出安 |
| （済生会通り）                  |                                 |                    | 加須市 | 日出安 |
| 本線                            | 埼玉県道305号礼羽騎西線         | 正能               | 加須市 | 正能   |
| 国道122号                       | 国道122号                       | プラザきさい前     | 加須市 | 騎西   |
| 埼玉県道38号加須鴻巣線 鴻巣方面 |                                 |                    |        |        |

バイパス
| 交差する道路                  | 交差点名 | 所在地 | 所在地 |
| ----------------------------- | -------- | ------ | ------ |
| 埼玉県道370号北中曽根北大桑線 | 水深     | 加須市 | 水深   |
| 埼玉県道149号加須菖蒲線       | 下高柳   | 加須市 | 下高柳 |
| 埼玉県道38号加須鴻巣線        | 上高柳   | 加須市 | 上高柳 |

### 重複区間
- 埼玉県道3号さいたま栗橋線（久喜市、久喜駅入口交差点 - 久喜駅入口（南）交差点）
- 埼玉県道305号礼羽騎西線（加須市、正能交差点-プラザきさい前（旧・騎西総合支所前）交差点）

### 交差する交通機関・主な河川
- E4東北自動車道（久喜市、陸橋・接続なし）

### 沿道の施設
本線
| 施設                                 | 所在地 | 所在地 |
| ------------------------------------ | ------ | ------ |
| 東明寺                               | 久喜市 | 上清久 |
| 長宮神社                             | 久喜市 | 上清久 |
| 埼玉県農業技術研究センター久喜試験場 | 久喜市 | 六万部 |
| 大室天満神社                         | 加須市 | 大室   |
| 加須市立水深小学校                   | 加須市 | 大室   |
| 青蓮寺                               | 加須市 | 南小浜 |
| 熊野神社                             | 加須市 | 常泉   |
| 御嶽神社                             | 加須市 | 常泉   |
| 山九北関東加須流通センター           | 加須市 | 常泉   |
| 騎西グリーンゴルフ                   | 加須市 | 日出安 |
| 騎西病院                             | 加須市 | 日出安 |
| 騎西中央公園                         | 加須市 | 騎西   |
| 玉敷神社                             | 加須市 | 騎西   |
| 善応寺                               | 加須市 | 騎西   |
| 加須市役所騎西総合支所               | 加須市 | 騎西   |

バイパス
| 施設             | 所在地 | 所在地 |
| ---------------- | ------ | ------ |
| 加須はなさき公園 | 加須市 | 水深   |
| ビバモール加須   | 加須市 | 下高柳 |

## ギャラリー

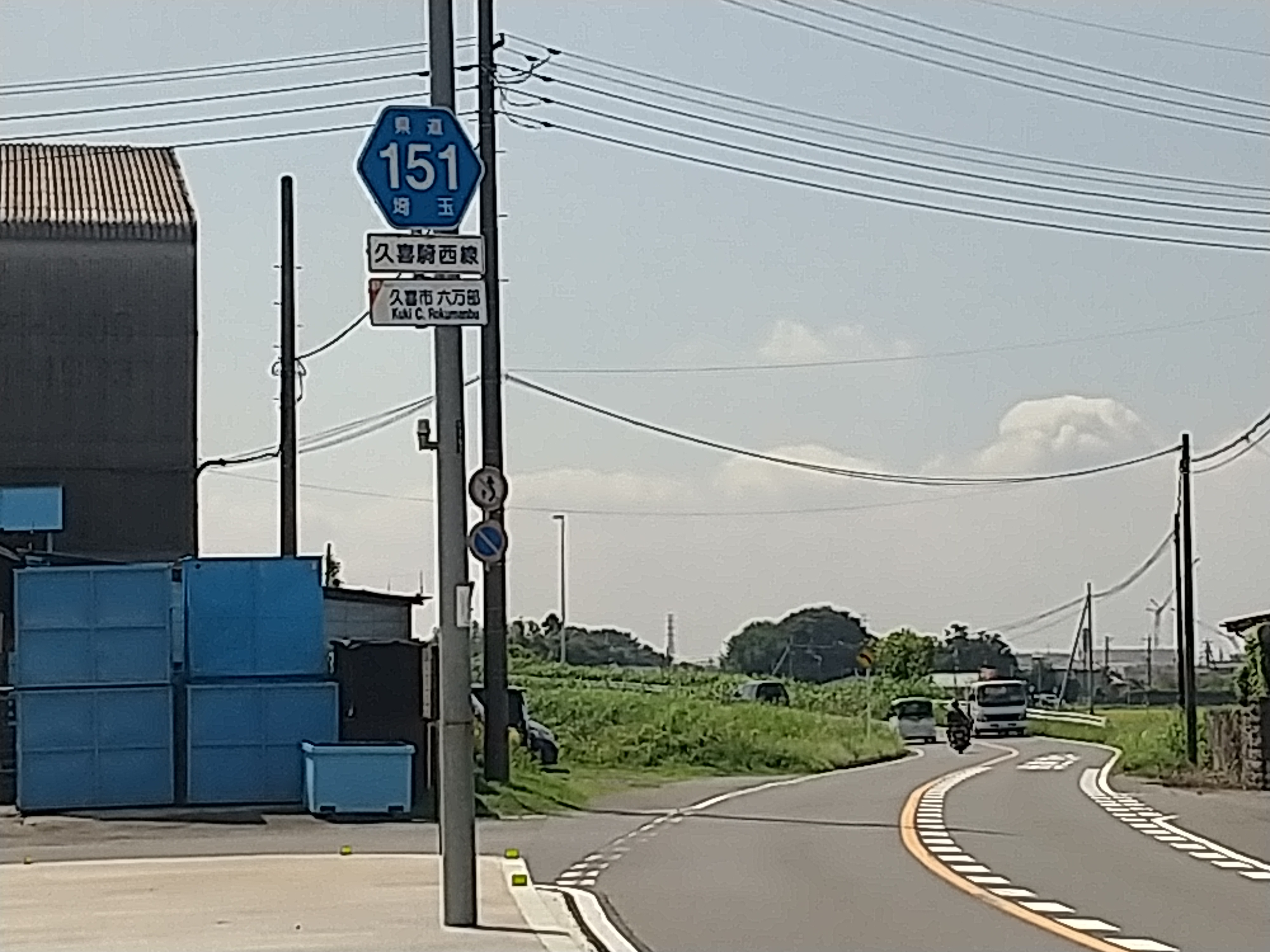
久喜市六万部付近
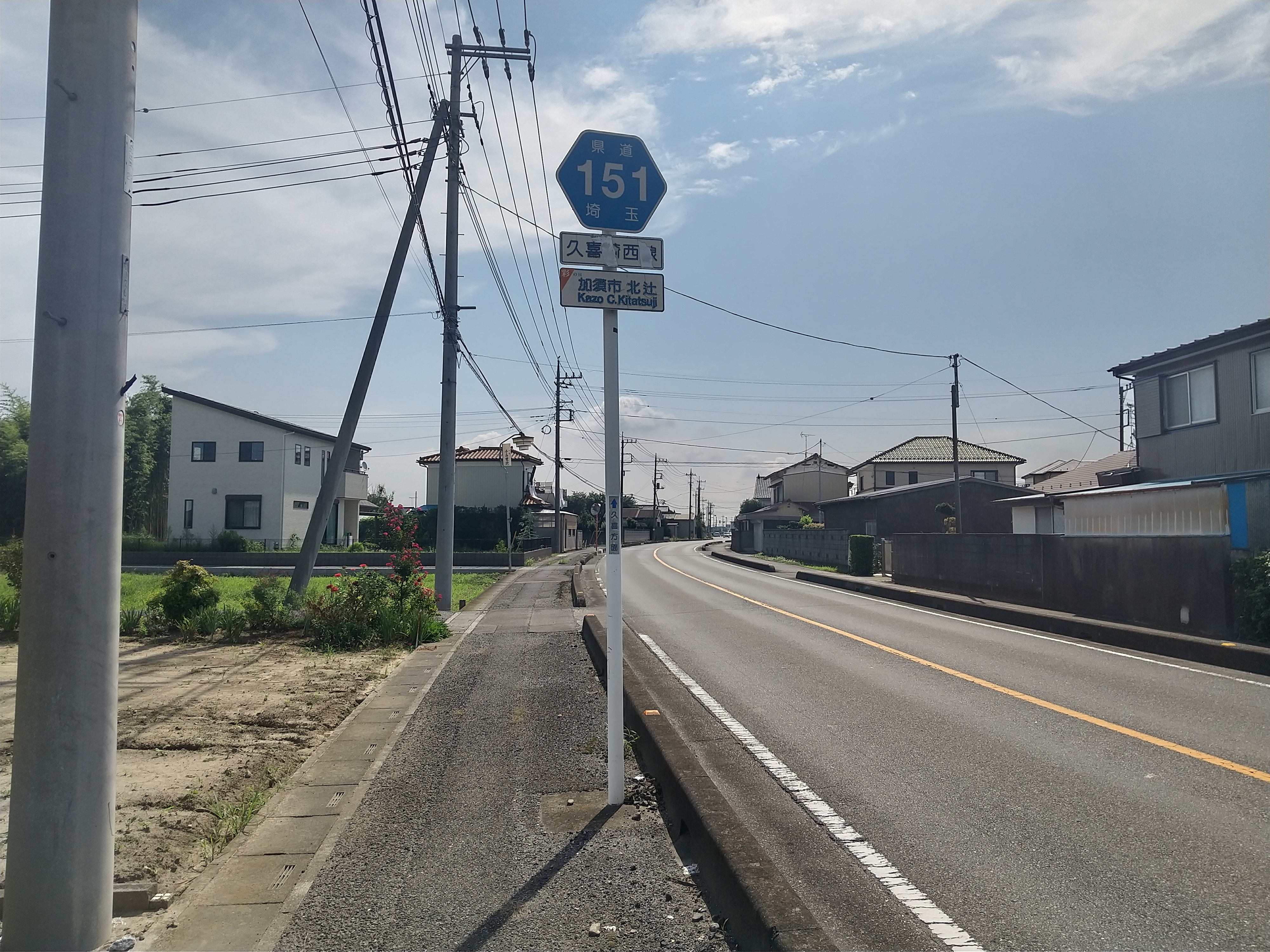
加須市北辻付近
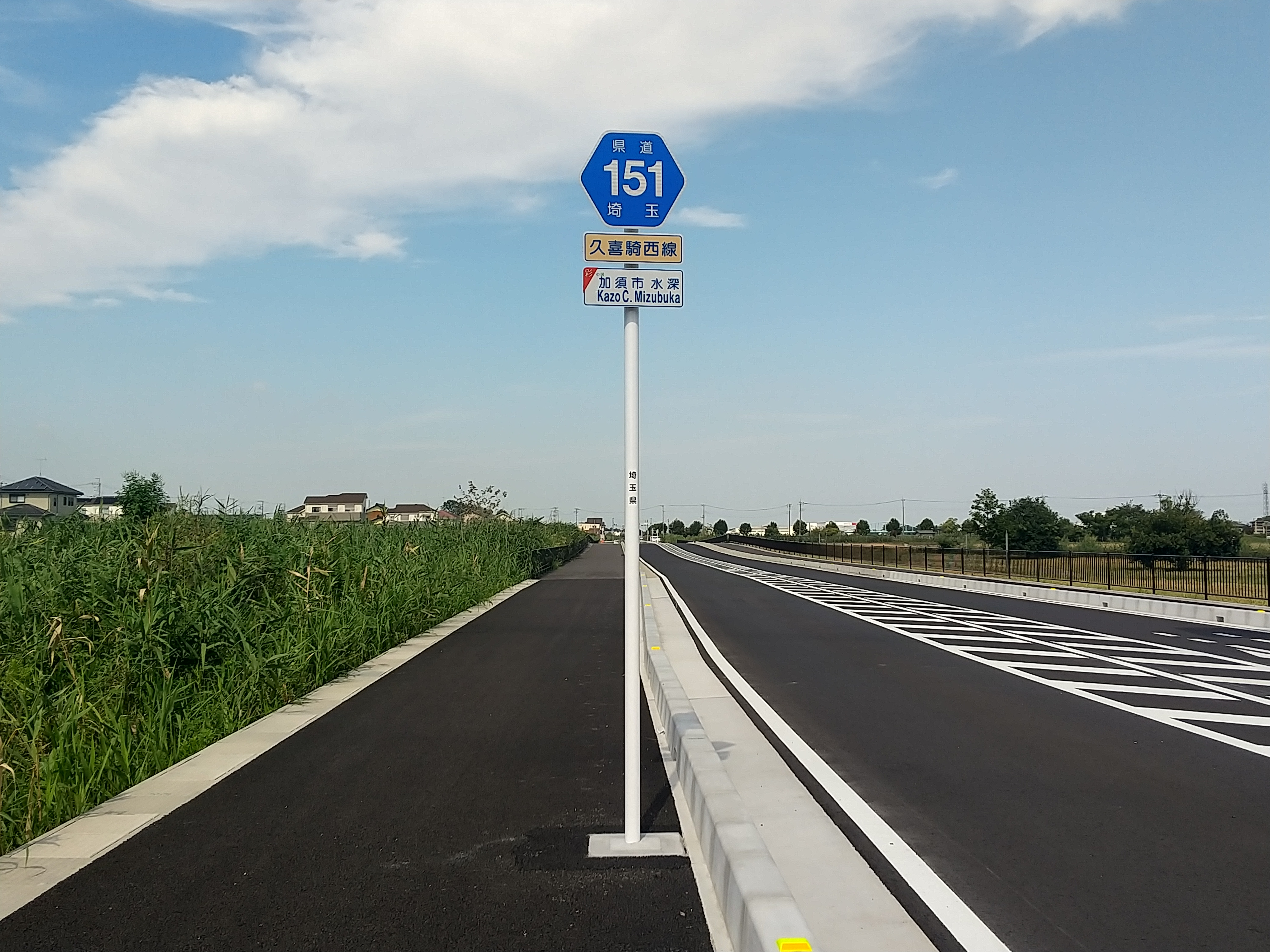
加須市水深付近
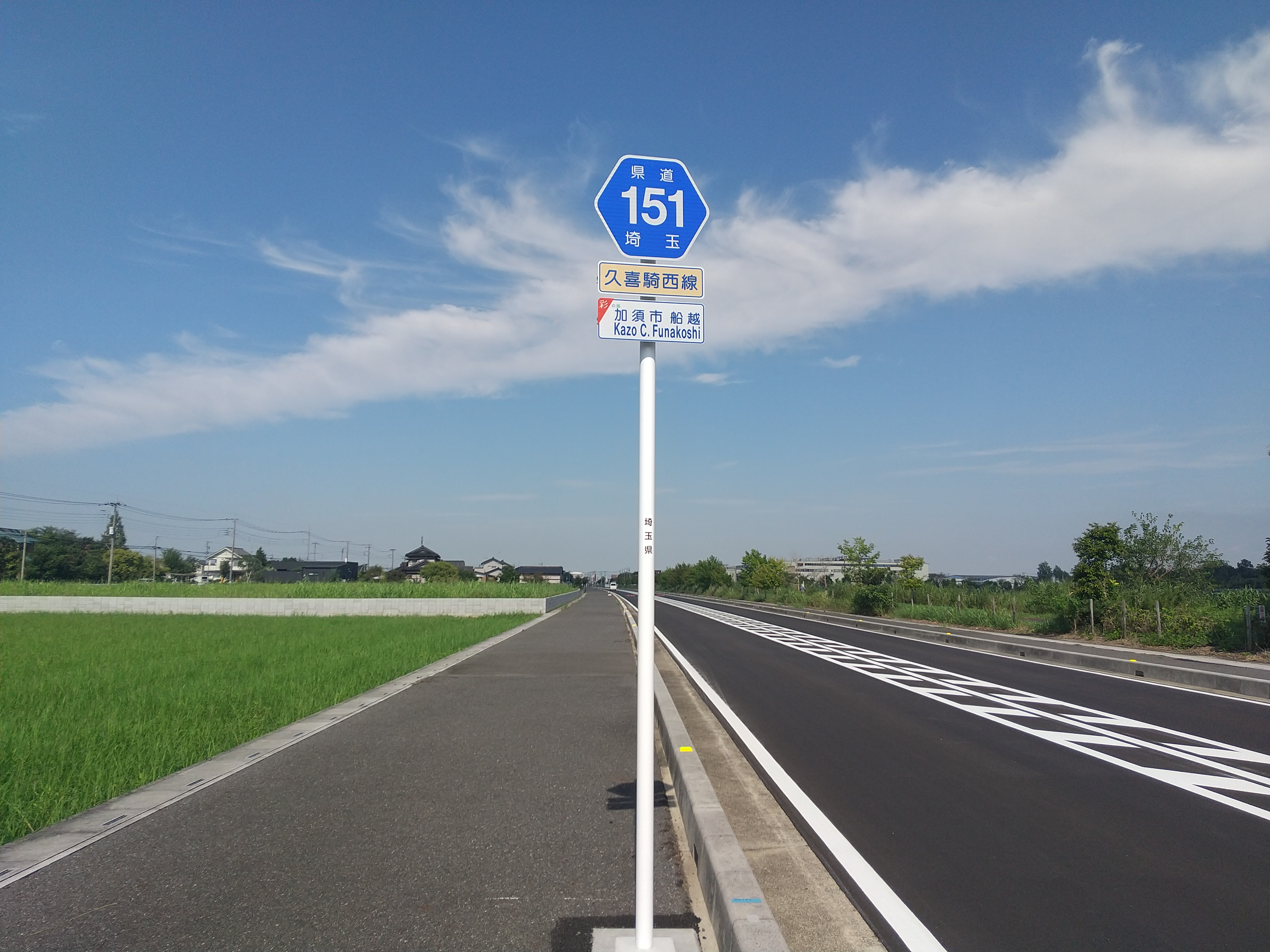
加須市船越付近
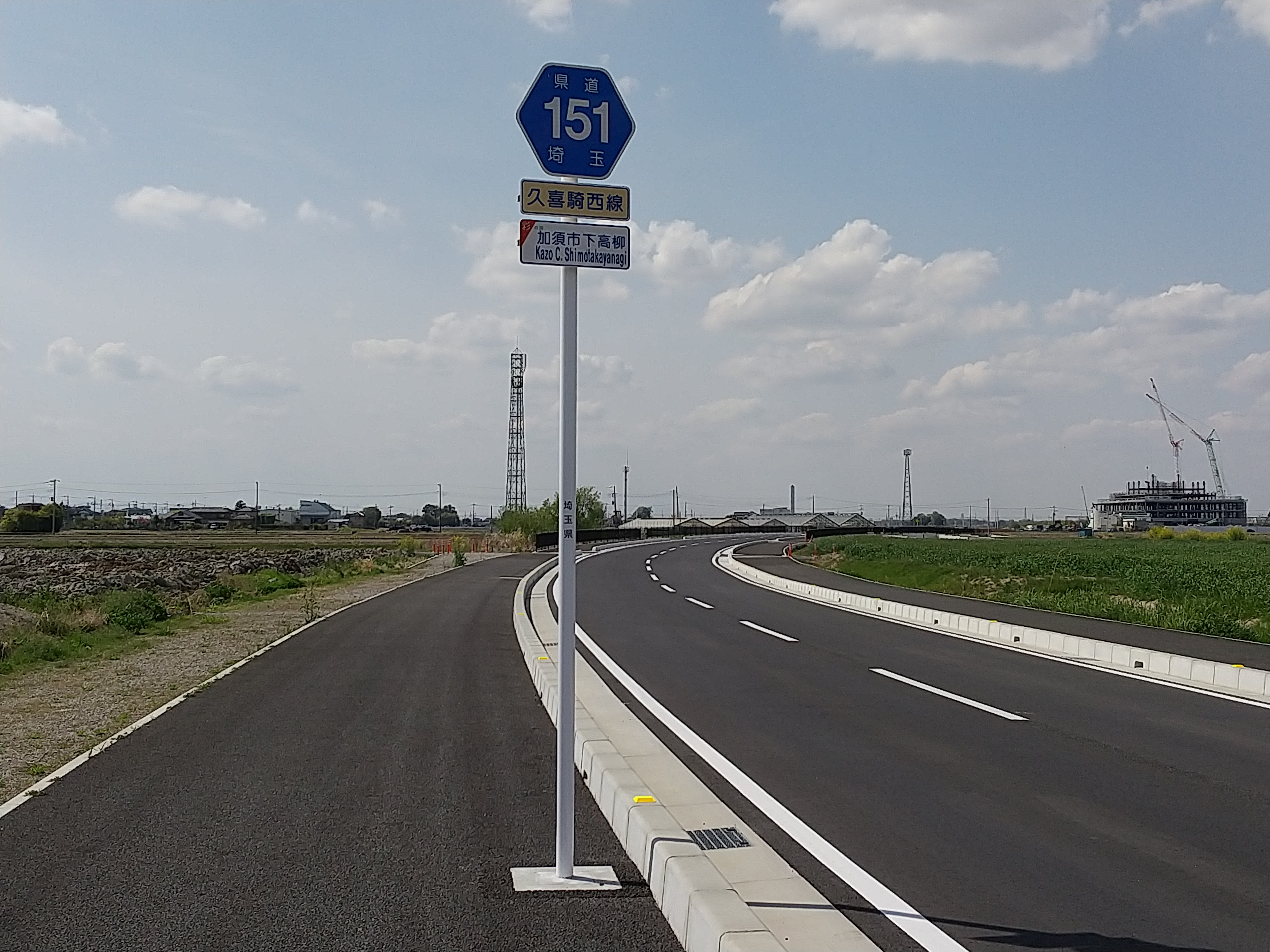
加須市下高柳付近
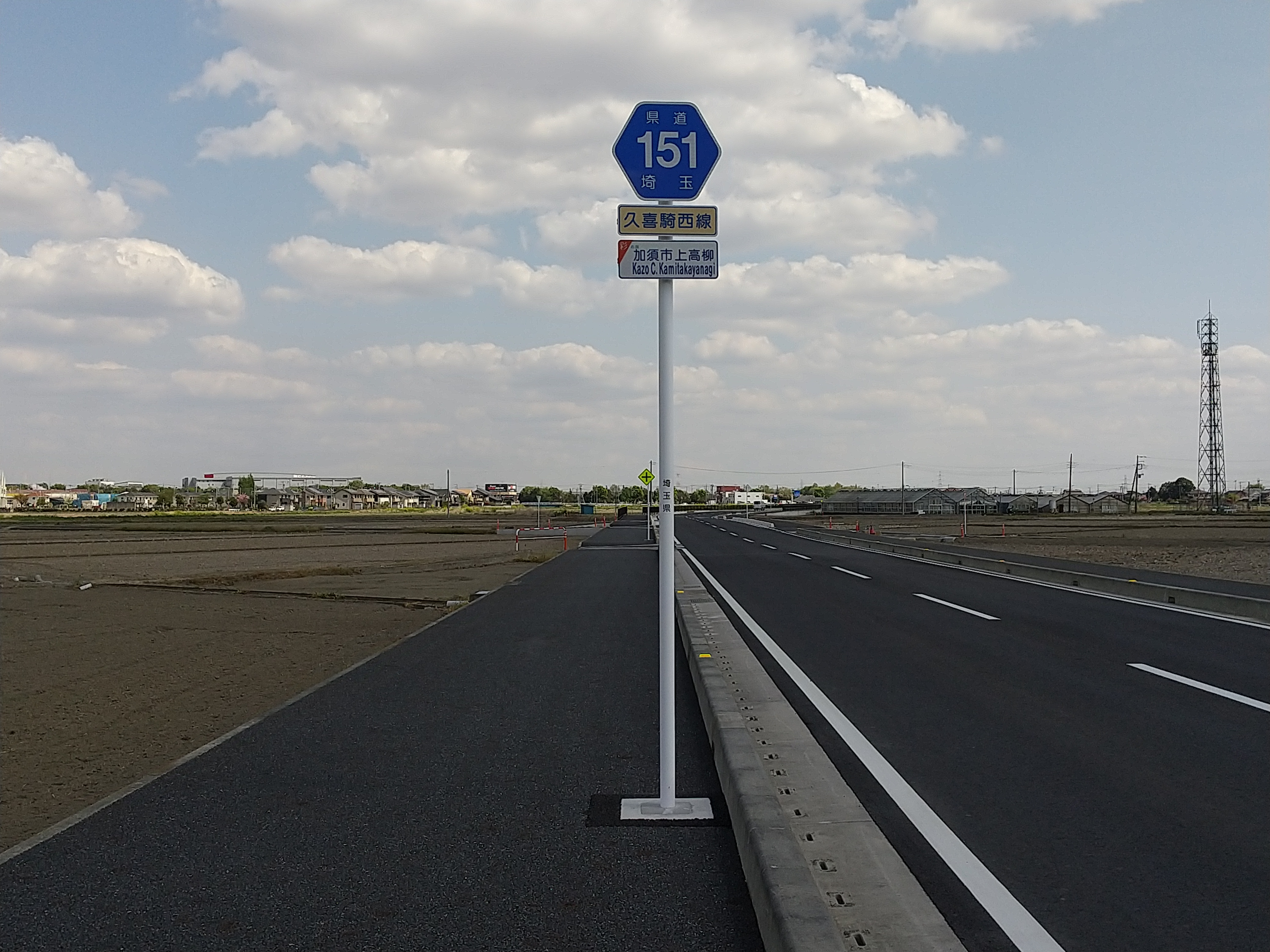
加須市上高柳付近
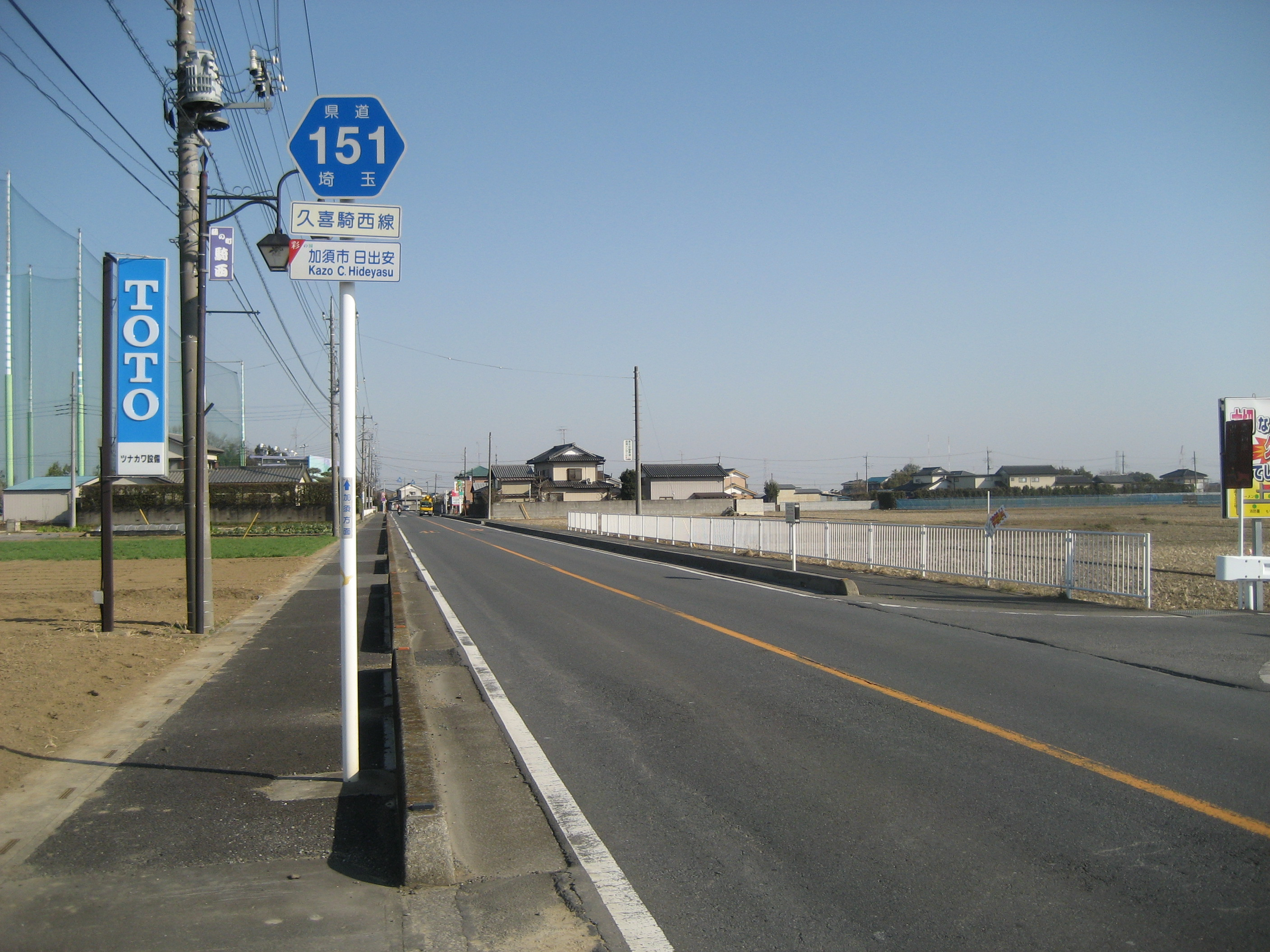
加須市日出安付近